# Royaume de Saba
Cet article traite des Sabéens, habitants de la région du Yémen. Pour les Sabéens comme courant religieux ancien, voir à Sabéisme.
Pour les articles homonymes, voir Sheba (homonymie).
XIIIe siècle av. J.-C. – 275
Entités précédentes :
- Royaume d'Awsân (VIIe siècle av. J.-C.)
- Royaume de Ma'in (IIe siècle av. J.-C.)

Entités suivantes :
- Himyar

Le royaume de Saba (version latine) ou de Shéba (version chamito-sémitique) est un royaume d'Arabie du Sud, correspondant aujourd'hui au Yémen, ainsi que lors de sa plus grande extension ou selon d'autres traditions à des territoires du nord de l'Éthiopie et de l'actuelle Érythrée. Ce royaume, évoqué dans la Bible et le Coran, a bel et bien existé, mais il est difficile de séparer le mythe de l'histoire.
Ses habitants s'appellent les Sabéens. Les sources suggèrent une existence bien postérieure à la période biblique du règne de Salomon.

## Histoire

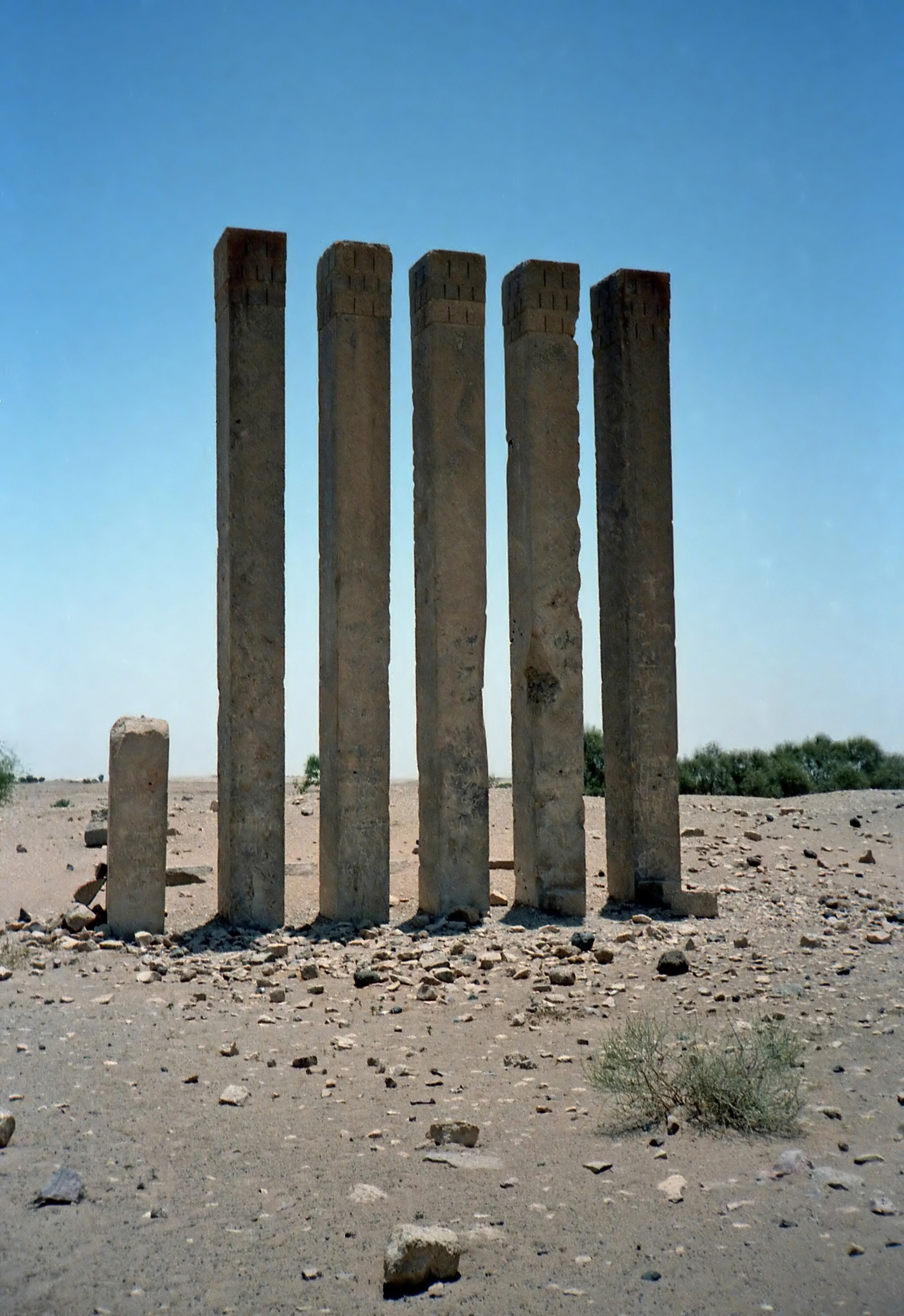
Colonnes de l'ancien temple de Mahram Bilqis près de Marib.

Le premier véritable royaume du Yémen est le royaume sabéen de Marib.  Selon les spécialistes [réf. nécessaire], l'épisode biblique de la visite de la reine de Saba à Jérusalem où elle rencontre le roi Salomon (fin du Xe siècle av. J.-C.) tendrait à montrer la puissance de ce royaume de Saba. Encore faut-il être prudent car l'identification du royaume de Shéba à celui du royaume de Saba n'est pas certaine, puisque la première mention réelle de ce dernier provient des inscriptions assyriennes datant de 750 av. J.-C.,.
Le royaume « historique » de Saba apparaît en 715 av. J.-C., soit de plus de trois siècles après l'époque possible du règne de Salomon. Il est cité lorsque le Mukarrib Yita'amar Watar paie un tribut au roi d'Assyrie Sargon II. 
Des forces centrifuges semblent alors menacer l'unité du royaume, puisque vers 700 av. J.-C., Karib'il Watar, fils de Dhamar'alî I (de), lance deux campagnes contre la ville de Nashan (en) pour réduire ses désirs d'indépendance. Il appelle à l'aide les cités de Haram et de Dekaminahû. Puis, entre 689 et 681 av. J.-C., après avoir détruit le royaume d'Awsân, Karib'il Watar fonde l'empire sabéen, avec pour capitale Maryab (ou Marib). Il s'agit du premier État yéménite unifié réellement attesté.
Mais cet État subit une attaque de l'Hadramaout, qui établit une brève domination sous deux rois étrangers qui siègent sur le trône de Marib. Ils doivent faire face à la pénétration d'une nouvelle tribu, celle de Ma'în, un royaume commerçant qui reconnaît la suzeraineté du royaume de Saba et devient son vassal.
Au VIe siècle av. J.-C., une violente guerre se termine par le triomphe du royaume rival de Saba, Qataban, qui établit son empire et éclipse Saba entre 500 et 110 av. J.-C. Durant cette domination, Saba soumet néanmoins une nouvelle tribu arabe migrante, celle d'Amîr, vers 200 av. J.-C. Le déclin progressif de Qataban permet à Saba de reprendre son influence, et au IIe siècle av. J.-C. d'imposer peu à peu son pouvoir. Avec la disparition en 120 av. J.-C. du royaume de Ma'in, l'ensemble du Jawf est sous le contrôle de Saba. L'aristocratie sabéenne s'approprie les régions de Nashan (en), Nashq et Manhiyat. Le reste est abandonné aux tribus nomades. Mais la chute de Qataban déclenche une lutte acharnée entre Saba et Hadramaout, qui se lance dans une politique hégémonique au début du Ier siècle apr. J.-C. et écrase finalement Saba, obligée de reconnaître sa domination.
Vers l'an 100, le royaume de Saba connaît un renouveau, qui ne résiste pourtant pas à une nouvelle puissance, l'Himyar. Celui-ci établit à son tour son empire jusque vers 570, durant lequel Saba décline peu à peu.